# 博富
博富（法語：Beaufou，法語發音：[bofu]）是法国卢瓦尔河地区大区旺代省的一个市镇，属于永河畔拉罗什区。

## 地理
博富（46°49'25"N, 1°31'50"W）面积29.06 平方千米，位于法国卢瓦尔河地区大区旺代省，该省份为法国西部沿海省份，北起大西洋卢瓦尔省和曼恩-卢瓦尔省，西临大西洋，南至滨海夏朗德省，东部及东南部与德塞夫勒省接壤。
与博富接壤的市镇（或旧市镇、城区）包括：贝尔维尼、布洛涅河畔莱吕克、帕吕欧、维河畔勒普瓦雷、圣艾蒂安迪布瓦。

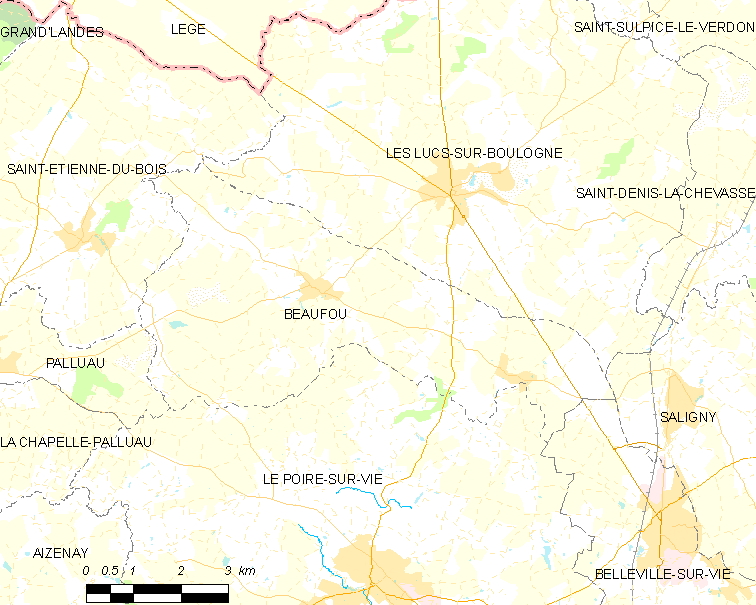
博富的OSM定位图

博富的时区为UTC+01:00、UTC+02:00（夏令时）。

## 行政
博富的邮政编码为85170，INSEE市镇编码为85015。

## 政治
博富所属的省级选区为艾泽奈县。

## 人口

1962-2008年间博富人口变化图示

博富于2022年1月1日时的人口数量为1654人。